# Lina Alsmeier
Lina Alsmeier, född 29 juni 2000 i Nordhorn i Tyskland, är en volleybollspelare (vänsterspiker) som spelar med Schweriner SC och landslaget.
Alsmeier började spela volleyboll med FC Leschede i Emsbüren. Hon började 2015 (genom en dubbellicens) även spela med SCU Emlichheim. Hon gick över till USC Münster 2017 och har sedan 2020 spelat med Schweriner SC. Alsmeier har spelat med det tyska landslaget på juniornivå och debuterade i augusti 2019 i seniorlandslaget.